# قصر غريماني

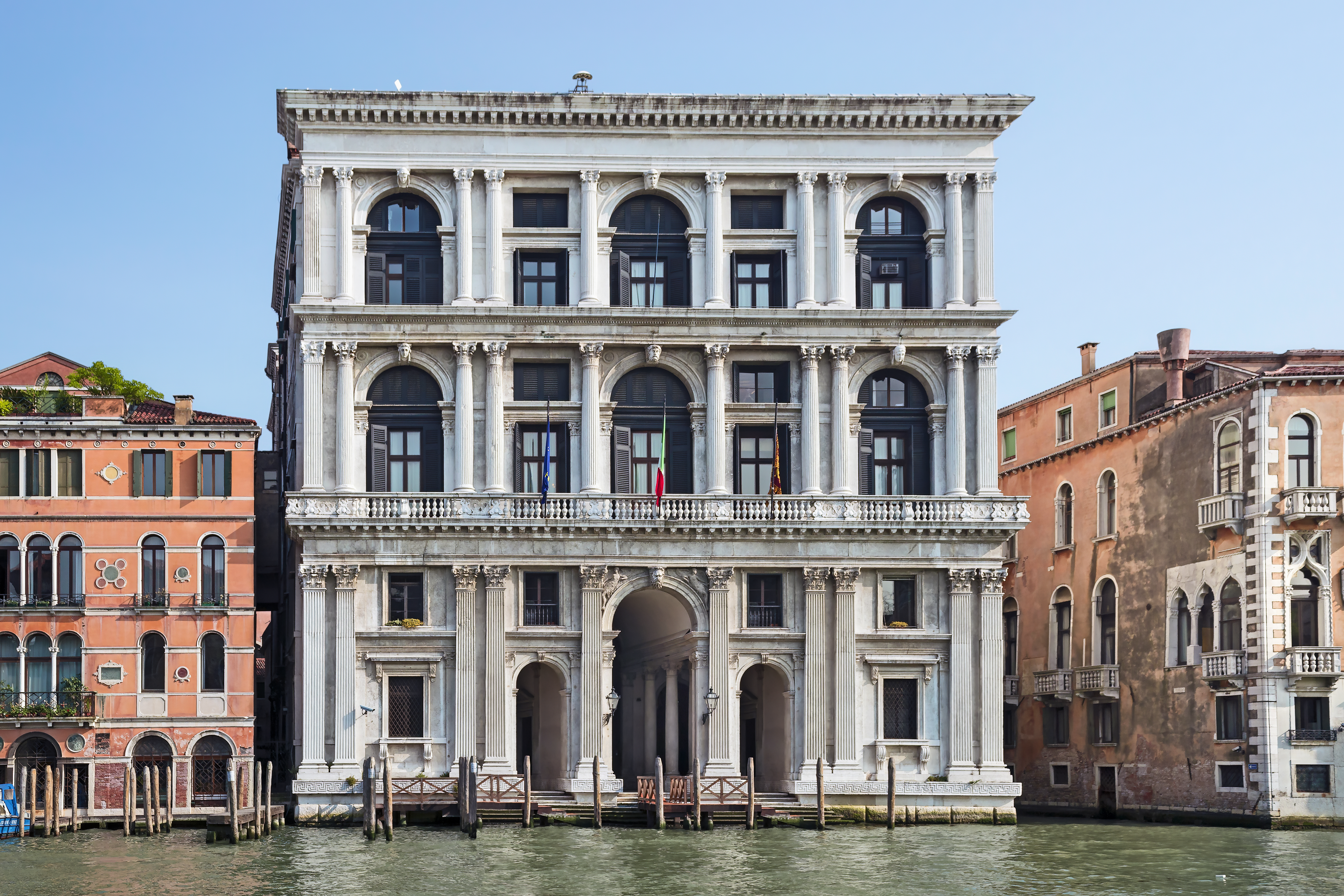
واجهة قصر كريماني

قصر كريماني دي سان لوكا (Palazzo Grimani) هو مبنى ضخم من عصر النهضة في مدينة البندقية قصر يطل على القناة الكبرى في منطقة سان ماركو، التي لا تبعد كثيرا عن جسر ريالتو.
بني القصر في منتصف القرن السادس عشر (1500) بطلب من المدعي العام جيرولامو كريماني، صُمم من قبل المعماري ميشيل سانميشيل وستكمل بعد وفاته من قبل جان جاكومو دي كريجي الملقب البيركاماسكو.
الخطة (plan) تنمو حول فناء مركزي بذوق كلاسيكي، اعجب به كثيراً اندريا بلاديو. واجهة البيضاء، مقسمة إلى ثلاث طبقات من النظام الكورينثي الأنيق، مستوحاة من العمارة الرومانية، إعادة موضوع بناء قوس النصر في كل طابق. الطابق الأرضي يبدو أقل إشراقا من الطوابق العليا، التي فيها يوجد سلسة من الأعمدة الكبيرة التي تفصل بين فتحات قوسية.